# Lev Černyj
Lev Černyj, in russo Лев Чёрный?, pseudonimo di Pavel Dmitrievič Turčaninov, in russo Пaвeл Дмитриeвич Турчaнинов? (Mosca, 1890 circa – Mosca, 21 settembre 1921), è stato un politico, poeta, giornalista, scrittore e filosofo russo, una delle figure più note dell'opposizione al comunismo di stampo marxista e leninista nonché uno dei massimi esponenti dell'anarchismo in Russia.

## Biografia

### Dalla nascita al primo arresto
Nacque a Mosca attorno al 1890, figlio di un colonnello dell'esercito russo. Non si sa molto sulla sua infanzia né sui suoi studi, poiché le prime notizie vere e proprie risalgono al 1907, anno in cui pubblicò il libro Associativa anarchica, nel quale sosteneva la libera associazione di persone fisiche indipendenti. Nell'opera è chiara l'influenza di pensatori anarchici individualisti come Max Stirner e Benjamin Tucker.
Le iniziative di Černyj diedero particolarmente fastidio al Governo zarista, che decise di rinchiuderlo in una prigione della Siberia con l'accusa di essere un rivoluzionario pericoloso per la società.

### Leader dei Gruppi Anarchici di Mosca
Tornò a Mosca nel 1917 e si dedicò all'insegnamento, diventando molto popolare tra gli studenti ma anche tra i lavoratori. Fu riconosciuto come un leader dagli anarchici individualisti russi dalla nomina a segretario della Federazione dei gruppi anarchici di Mosca, di cui successivamente divenne leader "sulla carta".
Deposto lo zar, Černyj vide con preoccupazione la nascita dell'Unione Sovietica e il 5 marzo 1918 durante una manifestazione sostenne che i comunisti erano nemici da combattere come il precedente Governo borghese; inoltre disse che lui e tutti gli anarchici avrebbero paralizzato il meccanismo governativo nascente.
Nella primavera dello stesso anno la Federazione iniziò a perdere sempre più il consenso sui suoi membri, che lamentavano l'accrescimento giornaliero del potere sovietico. Tuttavia alcuni gruppi armati, composti dai suoi membri, iniziarono a "disturbare" il potere centrale di Mosca tanto che la notte dell'11 aprile la Čeka, la polizia segreta, irruppe in un palazzo da loro occupato e, combattendo contro i ribelli, fece circa quaranta morti e cinquecento arresti. Anche Černyj fu arrestato.

### L'attentato del 25 settembre
Ritornato in libertà, nel 1919 fu assieme a Kovalevich e Sobalev tra i fondatori di Anarchici Clandestini, un gruppo segreto di anarchici individualisti e antileninisti. Questo gruppo aveva come scopo la denuncia e la condanna della dittatura comunista, la tirannia peggiore nella storia umana.
Il 25 settembre il gruppo organizzò con altri rivoluzionari di estrema sinistra un piano per inserire una bomba nella sede del Partito Comunista di Mosca, nella quale si sarebbe tenuta una riunione. L'attentato fece dodici morti e cinquantacinque feriti, tra cui l'editorialista della Pravda Nikolaj Ivanovič Bucharin. Pur non avendo partecipato direttamente all'attentato, Černyj fu arrestato assieme a Fanja Baron e condannato a morte.

### Esecuzione
Nel mese di agosto del 1921 fu comunicato che dieci terroristi anarchici erano stati condannati al plotone di esecuzione senza un processo. Tuttavia lo storico dell'anarchia Paul Avrich sostiene che Černyj fu ucciso in settembre e che il Governo socialista rifiutò di dare il suo corpo alla famiglia per la sepoltura, poiché sarebbe stato ucciso dal dolore per le torture subite.